# Kotayk' (ort i Armenien)
Kotayk' (armeniska: Kotayk’) är en ort i Armenien. Den ligger i provinsen Kotajk, i den centrala delen av landet, 16 kilometer nordost om huvudstaden Jerevan. Kotayk' ligger 1 437 meter över havet och antalet invånare är 1 510.
Terrängen runt Kotayk' är huvudsakligen kuperad, men den allra närmaste omgivningen är platt. Runt Kotayk' är det ganska tätbefolkat, med 149 invånare per kvadratkilometer.. Närmaste större samhälle är Jerevan, 16,2 kilometer sydväst om Kotayk'. 
Trakten runt Kotayk' består i huvudsak av gräsmarker.